# Kaechon
Kaech'ŏn (Koreaans: 개천시) is een stad in de Noord-Koreaanse provincie P'yŏngan-namdo. In 2008 telde de stad ruim 319.000 inwoners. De stad ligt in het westen van het land en bestaat uit 26 buurten (dong) en 11 dorpen (ri). 
Buiten het stadscentrum bevinden zich twee grote kampen met politieke gevangenen: het Kwan-li-so strafkamp No. 14 (Kamp 14) en het Kacheon concentratiekamp.